# 安納塔漢島女王事件
安納塔漢島女王事件，別名「安納塔漢事件」、「安納塔漢島事件」。指二战中33个日本人——32个男人和1个女人比嘉和子被困在馬里亞納群島中安納塔漢島的六年间，围绕着两把手枪和唯一的女人的占有权发生了一系列死亡事件，被认为是男人相互杀戮的结果。

## 事件经过
1939年，比嘉和子（當年16歲），為了依靠身在南洋的哥哥，從沖繩來到了塞班島。此後遷移到了巴坎島，在島上的咖啡店從事服務員的工作。
比嘉和子在島上認識了一位沖繩出身的青年，於18歲那年和他結婚了。這位青年是南洋興發的職員，監督著這個島的椰仁栽培園的勞動。然後在1944年職位調動到安納塔漢島。
安纳塔汉岛是属于马里亚纳群岛北部诸岛之一的一个火山岛。岛上有二十多名原住民。日本企业南洋兴发在岛上种植椰子林，1944年，南阳兴发的员工比嘉正一和他的妻子比嘉和子搬到了岛上，加上正一的上司菊一郎，一共三个日本人，后来正一离开该岛，该岛被美军空袭，正一没有再回来。空袭造成巨大的破坏，比嘉和子与菊一郎相依为命，结为夫妻。
1944年6月12日，几艘鲣鱼渔船遭到美军袭击，幸存人员游到该岛，包括10名日本陸海軍軍人和21名随军船员，共31人，全部为男性。于是形成了32个男人和1个女人一起生活在孤岛的局面。
1945年8月15日日本战败，美军曾对岛上的人广播这一消息，但日本人并不相信并拒绝离岛，而原住民陆续离开，最后只有33个日本人继续过着与世隔绝的孤岛生活。他们常举行如“挖掘芋头仪式”、“钓鱼仪式”、“空袭仪式”（他们仍旧认为战争还在继续，所以经常模拟防空训练）等年中行事。
1946年8月，他们发现了坠落在岛上的美军轰炸机的残骸，其中有四把手枪和90发子弹。最后两把手枪被修复，此后，枪变成了权力的象征。有枪的人就可以占有和子，接下来的几年里有人被枪杀，有人莫名其妙地死亡。后来大家决议把枪扔到海里，但仍然不能和平，有四人失踪或死去。最后男人决议杀死纷争的根源——和子。和子知道后逃入深山，一个月后向美军船呼救，离开了该岛。
和子回到日本後披露自己的經歷，又把眾男仍然在生的消息，告知他們的家人。儘管他們收到逾二百封送到島上的家書，仍然認為是美軍設下的陷阱。一直等到和子離開小島一年多後，其中一名男子才決定投降，並勸服島上眾男接受戰敗的事實，全員終於在1951年6月26日投降，並於翌月回到日本。
和子本來的丈夫正一原來早已回國，以為和子已經死去，所以已另覓愛侶組織幸福家庭；島上眾男的妻子或已再婚、或已有情郎。
被問到未返國的13名男子下落時，眾人說法不一引起懷疑，終於揭出眾男因爭奪和子而掀起大屠殺。事件被大篇幅報道，比嘉和子因此聲名大噪，得以主演舞台劇「安納塔漢島」，並由1952起在全國巡迴演出，歷時兩年。
演藝生涯未有更大成就，和子一度到東京做脫衣舞孃糊口，34歲時再婚，與丈夫開了一間小店過著平淡的生活，可惜幸福的日子不長，和子四十多歲時成為寡婦，1974年3月，和子因腦腫瘤逝世終年約50—51歲，結束傳奇一生。
回国后岛上发生的残杀事件逐渐为人所知。和子成为了舆论的焦点，被媒体称作“安纳塔汉岛女王”、“拥有32个面首的女人”、“蜂王”、“兽欲和奴隶”、“魅惑男人的女人”。

## 影響

### 小說
- 日本作家桐野夏生所著小說東京島是以本事件做為背景。

### 電影
- 1953年日本製作的電影《這就是安納塔漢島的真相》亦由和子親自主演。[2]
- 1953年日本東寶公司发行、约瑟夫·冯·斯坦伯格导演的電影The Saga of Anatahan（英语）。
- 2010年日本的電影公司以桐野夏生的小說《東京島》為基礎翻拍成的同名電影[3]。

### 音樂錄影帶
- 臺灣歌手蔡依林《你也有今天》MV[4]